# Eerste Slag om Az Zawiyah
De Eerste Slag om Az Zawiyah was een militair conflict tijdens de Opstand in Libië tussen rebellen enerzijds en troepen loyaal aan Moammar al-Qadhafi anderzijds. De slag vond plaats in de westelijke stad Az Zawiyah.

## De strijd
Az Zawiyah, dat slechts 50 kilometer westelijk van de hoofdstad Tripoli ligt, was eind februari 2011 in handen van opstandelingen die tegen Moammar al-Qadhafi demonstreerden. Qadhafi zond troepen onder leiding van zijn zoon, Khamis, met het doel om Az Zawiyah te heroveren. Op 28 februari vielen 200 soldaten Az Zawiyah aan, maar werden verdreven door de rebellen, die op 2 maart zelf een aanval waagden op de stellingen van loyalisten buiten de stad, maar het veroverde gebied weer moesten prijsgeven. Loyalisten beschoten Az Zawiyah dagenlang met granaten, raketten en mortieren, waarbij veel burgerslachtoffers vielen. Regeringstroepen zetten bovendien controleposten op in de buitenwijken van Az Zawiyah.

## Straatgevechten
Tussen 5 en 9 maart vonden in het centrum van Az Zawiyah hevige straatgevechten plaats tussen de opstandelingen en regeringstroepen, die het centrale plein veroverden, maar dit verschillende keren weer moesten prijsgeven. Ook in andere wijken van Az Zawiyah werd hevig gevochten, waarbij de rebellen langzaam werden teruggedreven. Hussein Darbouk werd gedood bij een beschieting van een gebouw.
Tussen 9 en 11 maart claimden de rebellen dat de stad nog steeds onder hun controle stond, maar op 11 maart werden 100 buitenlandse journalisten toegelaten tot het centrum van Az Zawiyah, waar een demonstratie voor Khadaffi aan de gang was. Hiermee werd bevestigd dat Az Zawiyah in handen van de loyalisten was gevallen.